# Уэбб, Маршалл
Маршалл Б. Уэбб (англ. Marshall B. Webb) (род. 27 ноября 1961 г.) — американский военный деятель, генерал-лейтенант ВВС. С августа 2014 г. командующий Командованием сил специальных операций Верховного главнокомандования ОВС НАТО в Европе и бывший командующий Командованием специальных операций США в Европейской зоне.
Генерал Уэбб является лётчиком высшего класса, имеющим более чем 3700 часов налёта (в основном на вертолётах), в том числе 117 часов боевого налёта в Афганистане, Ираке и Боснии. Имеет навыки пилотирования на самолётах специального назначения MC-130H «Комбат Талон II» и MC-130P «Комбат Шэдоу», вертолётах специального назначения MH-53 (модификаций H, J и M), вертолётах типа UH-1 «Ирокез» (модификаций H и N), и конвертопланах CV-22B типа V-22 «Оспри».

## Образование
- 1984 - Бакалавр естественных наук в области биологии Академии ВВС США, Колорадо-Спрингс, Колорадо
- 1990 - Школа младших офицеров ВВС, Максвелл, штат Алабама
- 1994 - Магистр естественных наук в области международных отношений университета Троя, штат Алабама
- 1998 - Командно-штабной колледж ВВС, Максвелл, штат Алабама
- 1998 - Штабной колледж вооружённых сил в Норфолке, Вирджиния.
- 2003 - Авиационный военный колледж ВВС, Максвелл, штат Алабама (заочно)
- 2004 - Магистр естественных наук в области стратегии национальной безопасности Национального военного колледжа, Форт-Макнейр, Вашингтон (округ Колумбия)
- 2006 - Семинар для руководителей высшего звена, Брукингский институт и Европейский институт государственного управления
- 2007 - Семинар по руководству предприятиями ВВС, Школа бизнеса Кенана-Флаглера при  Университете Северной Каролины в Чапел-Хилл
- 2008 - Центр креативного лидерства, Гринсборо (Северная Каролина)

## Военная служба
С июля 1984 по май 1985 года проходил предвыпускную подготовку пилотов вертолёта на авиабазе Форт-Ракер, Алабама. Затем, с мая по июль 1985 г. прошел переподготовку на вертолёт UH-1N на авиабазе Киртланд, Нью-Мексико.
В августе 1985 - ноябре 1987 года служил в качестве пилота вертолёта UH-1N в 4-м отряде 40-й эскадрильи воздушно-космической службы поиска и спасения на авиабазе Хилл, Юта. С ноября 1987 по июль 1994 года - служил в 20-й эскадрильи специальных операций в качестве пилота вертолета MH-53H/J, лётчика-инструктора и лётного экзаменатора на авиабазе Херлберт Филд, Флорида.
В июле 1994 - июле 1997 года служил на английской авиабазе Милденхолл в составе 352-й группы специальных операций в качестве лётного экзаменатора на вертолёте MH-53J, офицера по обеспечению безопасности полётов и командира авиазвена.
С августа 1997 по июнь 1998 г. учащийся Командно-штабного колледжа ВВС, а с июля по сентябрь 1998 года - Штабного колледжа вооружённых сил. Затем, в сентябре 1998 - сентябре 2000 года - офицер-исполнитель управления по стратегическому планированию и политике в штабе Совместного командования специальных операций США.
С сентября 2000 по июнь 2003 года - помощник начальника оперативного отдела, начальник оперативного отдела и командир 20-й эскадрильи специальных операций. В августе 2003 - июне 2004 года - учащийся Национального военного колледжа.
В июне 2004 - июне 2005 г. работал в аппарате заместителя министра обороны США по военно-политическим вопросам, в качестве заместителя директора управления стран Ближнего Востока и Южной Азии по странам северной части Персидского залива.
С июня 2005 по июнь 2007 г. командующий 352-й группой специальных операций и объединенным авиационным компонентом специальных операций Командования специальных операций Европейского командования ВС США. Одновременно, в августе - сентябре 2006 года командовал оперативной группой «Альфа» в составе Объединенной тактической группы «Ливан» англ. Joint Task Force - Lebanon, Акротири, Кипр.
С июля 2007 по ноябрь 2008 г. командовал 1-м авиакрылом специальных операций на авиабазе Херлберт Филд, Флорида. Одновременно, в январе-феврале 2008 года командовал объединенным авиационным компонентом специальных операций Командования специальных операций Центрального командования ВС США, Багдад, Ирак.
В ноябре 2008 - апреле 2009 года специальный помощник командующего Командованием специальных операций ВВС США. С апреля 2009 года по июнь 2010 года - командующий 23-й воздушной армией и директор оперативного управления Штаба Командования специальных операций ВВС. В июле 2010 - июле 2012 года - помощник командующего Совместного командования специальных операций США.
С июля 2012 по июль 2013 года директор по планированию, разработке программ, потребностям и оценкам Командования специальных операций ВВС. C 16 июля 2013 по 28 августа 2014 года возглавлял Командование специальных операций Европейского командования ВС США.
С 28 августа 2014 года возглавляет  Штаб (командование) сил специальных операций Верховного главнокомандования ОВС НАТО в Европе, сменив на этом посту вице-адмирала ВМС США Шона Пайбуса.

## Присвоение воинских званий
- Второй лейтенант – 30 мая 1984
- Первый лейтенант – 30 мая 1986
- Капитан – 30 мая 1988
- Майор – 1 апреля 1996
- Подполковник – 1 мая 2000
- Полковник – 1 июля 2005
- Бригадный генерал – 4 декабря 2009
- Генерал-майор – 2 августа 2013
- Генерал-лейтенант – 28 августа 2014

## Награды и знаки отличия
- Знак мастера-авиатора ВВС США
- Знак парашютиста Армии США
- Идентификационный нагрудный знак Службы министра обороны
- Медаль «За отличную службу» с бронзовым дубовым листом
- Орден «Легион Почёта» с бронзовым дубовым листом
- Крест лётных заслуг
- Бронзовая звезда с двумя бронзовыми дубовыми листьями
- Медаль «За похвальную службу» Министерства обороны с бронзовым дубовым листом
- Медаль похвальной службы с двумя бронзовыми дубовыми листьями
- Воздушная медаль с тремя бронзовыми дубовыми листьями
- Авиационная медаль «За достижения» с тремя бронзовыми дубовыми листьями
- Благодарственная медаль за службу в объединённых органах ВС с бронзовым дубовым листом
- Похвальная медаль ВВС
- Медаль «За достижения» Объединенного командования
- Медаль ВВС «За участие в боевых действиях»
- Благодарность армейской воинской части от президента
- Благодарность ВВС за доблесть с бронзовым дубовым листом
- Награда за выдающееся единство части с тремя бронзовыми дубовыми листьями
- Похвальная благодарность воинской части ВВС
- Особая благодарность  авиационной части с литерой V за доблесть, серебряным и двумя бронзовыми дубовыми листьями
- Медаль ВВС за боевую готовность с тремя бронзовыми дубовыми листьями
- Лента поощрения ВВС
- Медаль за службу национальной обороне с двумя бронзовыми звездами за службу
- Экспедиционная медаль вооруженных сил с бронзовой звездой за службу
- Медаль за службу в Юго-Западной Азии с тремя бронзовыми звездами за службу
- Медаль за кампанию в Афганистане с бронзовой звездой за службу
- Медаль за Иракскую кампанию с бронзовой звездой за службу
- Экспедиционная медаль за войну с глобальным терроризмом
- Медаль за службу в войне с глобальным терроризмом
- Медаль за службу в Вооружённых силах с бронзовой звездой за службу
- Медаль за гуманитарную помощь
- Лента ВВС за длительную службу за границей с бронзовым дубовым листом
- Лента экспедиционной службы ВВС с тремя бронзовыми дубовыми листьями
- Награда за выслугу лет в ВВС с серебряным и двумя бронзовыми листьями
- Лента ВВС "Отличник стрелковой подготовки" с бронзовой звездой
- Лента ВВС за окончание базового военного обучения
- Медаль НАТО для бывшей Югославии
- Медаль освобождения Кувейта (Саудовская Аравия)
- Медаль освобождения (Кувейт)